# Lispe palawanensis
Lispe palawanensis este o specie de muște din genul Lispe, familia Muscidae, descrisă de Shinonaga și Tadao Kano în anul 1989.
Este endemică în Filipine. Conform Catalogue of Life specia Lispe palawanensis nu are subspecii cunoscute.